# SpongeBob's Atlantis SquarePantis
Atlantis Squrepantis (titulado: «Aventura en la Atlántida» en Hispanoamérica y «Descubriendo la Atlántida» en España) es la primera película para televisión y el episodio 92 de la serie de televisión animada estadounidense Bob Esponja, y una película de comedia musical hecha para televisión de 2007 dirigida por Andrew Overtoom. Se emitió por primera vez en Nickelodeon en los Estados Unidos el 12 de noviembre de 2007, y fue el duodécimo episodio de la quinta temporada de la serie de televisión animada estadounidense Bob Esponja. En el especial, Bob Esponja y Patricio descubren la mitad de un antiguo medallón que les ayuda a ellos y a sus amigos a llegar a la ciudad perdida de la Atlántida.
Fue escrito por Casey Alexander, Zeus Cervas, Steven Banks y Dani Michaeli. El músico y actor británico David Bowie fue la estrella invitada como la voz de Lord Royal Highness. Tras su lanzamiento, atrajo a aproximadamente 9,22 millones de espectadores, convirtiéndose en el episodio más visto de toda la serie. A pesar de esto, recibió críticas mixtas tanto de la crítica como del público, mientras que la trama secundaria de Parche recibió críticas mixtas a negativas.

## Trama

### Subtrama de Parche el Pirata
Parche el Pirata está atrapado en el tráfico en la US 101 cerca de Encino y se enoja porque se va a perder el nuevo episodio de Bob Esponja. Suena su teléfono celular y Potty le dice que se dé prisa porque el episodio está por comenzar. Parche le dice a Potty que grabe el episodio, pero Potty le dice que tiró la máquina Betamax a la basura, lo que enoja a Parche. 

## Producción

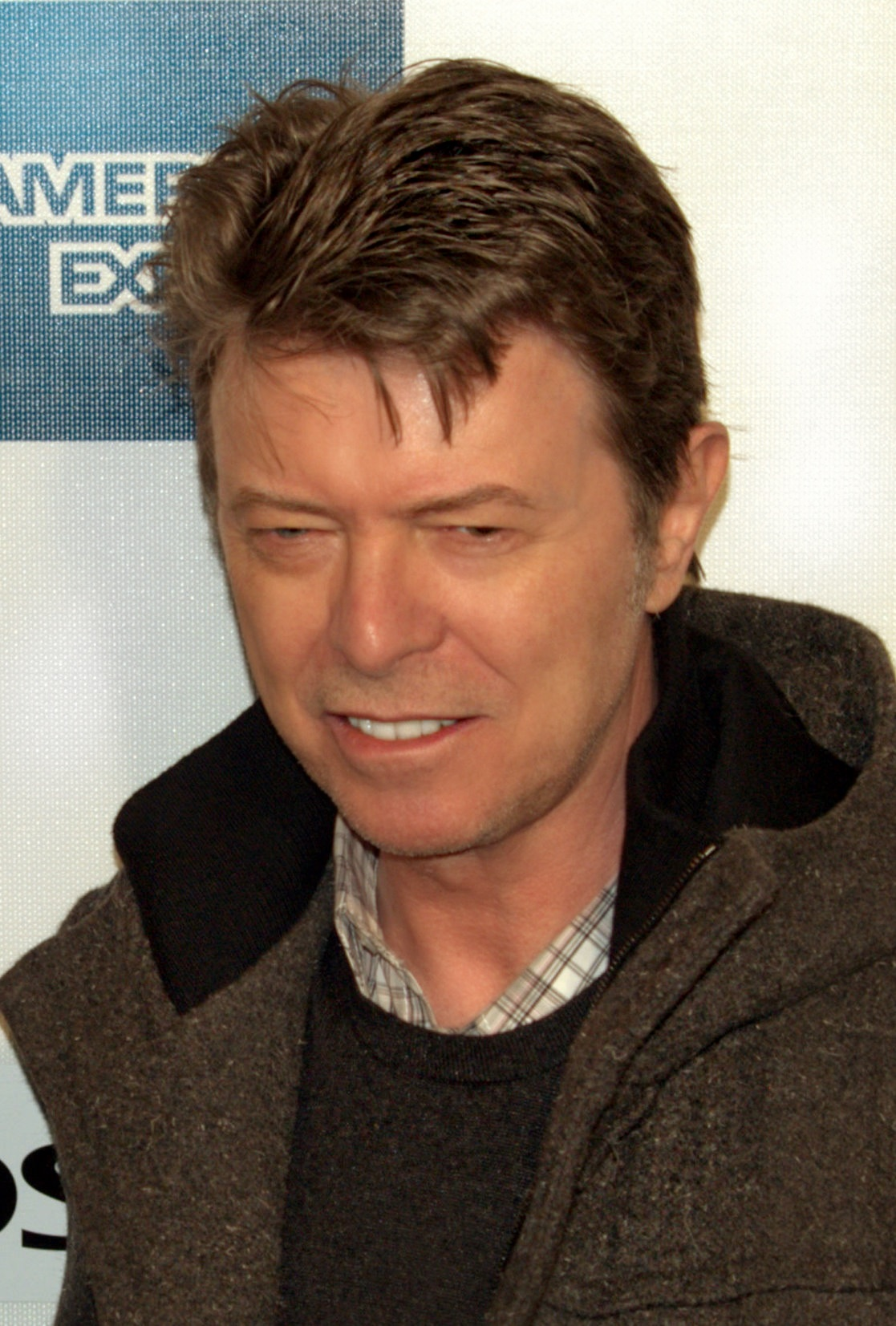
David Bowie fue la estrella invitada como la voz de Lord Royal Highness.

Atlantis SquarePantis fue escrito por Casey Alexander, Zeus Cervas, Steven Banks y Dani Michaeli, con Alexander y Cervas como directores del guion gráfico, y la animación fue dirigida por Andrew Overtoom. Aunque fue promocionada por Nickelodeon como la primera película de la serie hecha para televisión, Atlantis SquarePantis es un episodio extendido que dura 45 minutos. «[Atlantis SquarePantis es] una especie de historia de búsqueda de aventuras», dijo Tom Kenny, la voz de Bob Esponja, «sobre Bob Esponja y sus amigos viajando y descubriendo el continente perdido de la Atlántida, que está gobernado por un personaje con la voz de David Bowie».
La película está protagonizada por los principales miembros del reparto de la serie, incluidos Kenny, Bill Fagerbakke, Rodger Bumpass, Clancy Brown, Carolyn Lawrence y Mr. Lawrence. Además del elenco de voces habitual de la serie, el famoso músico y artista británico David Bowie interpretó como estrella invitada la voz del Rey Atlante, Lord Royal Highness. Escribiendo en su blog, David Bowie dijo:

Está pasando. Por fin. He alcanzado el Santo Grial de los conciertos de animación. Ayer me tocó ser un personaje de... tan-tara... Bob Esponja. ¡¡Oh sí!! Nosotros, la familia, estamos emocionados. No es necesario que suceda nada más este año, bueno, esta semana al menos. Mi personaje en este programa especial de larga duración (creo que un especial de media hora) se llama 'Lord Royal Highness'. ¡¡Muy bien!!

Tom Kenny dijo que «las personas que [observan] a menudo son sorprendentes e inesperadas para mí. No te imaginas a David Bowie, The Thin White Duke, sentado en el sofá en pijama comiendo Cheerios viendo dibujos animados de Bob Esponja. [Con] nuestro pequeño presupuesto para cable básico nunca podríamos darnos el lujo de pagarle a una leyenda como David Bowie lo que vale, pero el hecho de que quiera estar en algo que le guste a su hijo es lo que hace rodar la pelota».
La película incluye 33 minutos de animación. Sus animadores de Nickelodeon Animation Studios en Burbank, California, esbozaron las líneas generales de la historia en un año. Paul Tibbitt, el productor supervisor del programa que también actúa como showrunner, explicó: «Somos uno de los últimos programas que lo hace a la antigua usanza, como solían hacerlo en los días de Warner Brothers».

## Lanzamiento
Atlantis SquarePantis se emitió originalmente en Nickelodeon en los Estados Unidos el 12 de noviembre de 2007, antes de un maratón de Bob Esponja de 12 horas. Después del estreno, se emitió el especial Behind the Pantis que presenta la producción de la película desde el argumento de la historia y la animación hasta las sesiones de grabación de voz. El 13 de noviembre de 2007, el episodio fue lanzado en la compilación en DVD del mismo nombre en Estados Unidos y Canadá. y el 27 de octubre de 2008 en la región 2. También estuvo disponible en el DVD SpongeBob SquarePants: Season 5, Vol. 2 el 18 de noviembre de 2008. El 22 de septiembre de 2009, se lanzó en el DVD SpongeBob SquarePants: The First 100 Episodes, junto con todos los episodios de las temporadas uno a cinco.

### Mercadotecnia
La película comenzó a producirse en mayo de 2006 y se entregó a Nickelodeon aproximadamente un año después, lo que dio tiempo a los especialistas en marketing de la cadena para promocionarla. Un maratón de Bob Esponja es una parte clave del esfuerzo del canal para evitar la creciente competencia de Disney Channel, Cartoon Network y otros rivales. Cyma Zarghami, entonces presidenta de las cadenas Nickelodeon, dijo: «Sabemos que a los niños les gustan los eventos tanto como a los adultos.
El videojuego del mismo nombre basado en la película fue lanzado para PlayStation 2, Wii, Game Boy Advance y Nintendo DS. Fue lanzado el 12 de noviembre de 2007 para Wii y el 27 de octubre para PS2, Game Boy Advance y Nintendo DS. El juego fue desarrollado por Blitz Games y Altron, y publicado por THQ.

## Recepción

### Calcificaciones
Atlantis SquarePantis se transmitió el 12 de noviembre de 2007 en Nickelodeon y fue precedido por una cuenta regresiva «Z-A» de episodios de Bob Esponja elegidos por los espectadores. Atrajo a 9,22 millones de espectadores. la mayor audiencia de una serie transmitida a las 20:00 horas, con la excepción de Dancing with the Stars, y actualmente la mayor audiencia en la historia de la serie.

### Respuesta de la crítica
Ian Jane de DVD Talk dijo «[el DVD de la quinta temporada] es una selección divertida de episodios y [la película] es excelente [...] Paramount ha hecho un buen trabajo en este lanzamiento y SpongeBob SquarePants: Atlantis SquarePantis está recomendado».
Jerry Vonkramer de ToonZone le dio al episodio una puntuación de 7/10 y escribió: «Atlantis SquarePants, no es una obra maestra, pero tampoco merece la terrible reputación que parece tener». Tom Shales, crítico de televisión de The Washington Post, criticó la película en una reseña del 11 de noviembre de 2007. En su reseña, Shales escribió que «lo más divertido de la película es su título» y «un episodio típico genera tantas risas como esta versión inflada». Shales también criticó los números musicales en Atlantis SquarePantis, calificándolos de «adormecedores». Concluyó la reseña diciendo que el especial era «plano» y «poco impresionante».